# Glorie

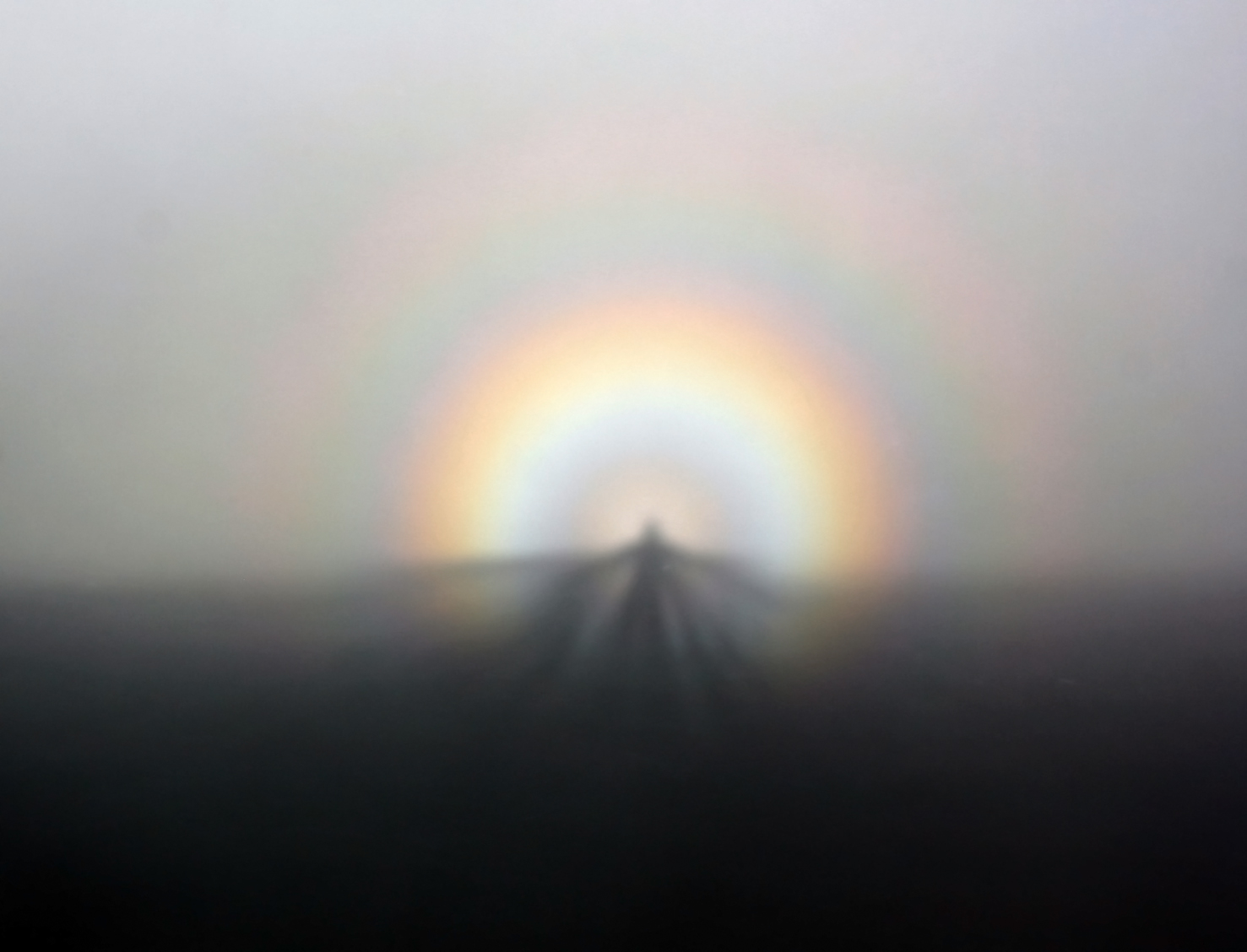
Glorie eines Brockengespensts – die Sonne steht im Rücken des Fotografierenden und wirft seinen Schatten in die Nebelwand

Eine Glorie (von Glorienschein) ist eine Lichterscheinung durch Rückstreuung von Licht an feinverteilten, kugelförmigen Tropfen wie Nebel oder Wolken. Dabei umgibt eine runde, helle Fläche den Schatten des Beobachters. Der Kopf des Beobachters befindet sich in der Mitte der hellen Fläche im Sonnengegenpunkt. Dadurch ergibt sich ein Eindruck, der dem der Heiligen in Ikonen ähnelt. Die helle Fläche ist durch einen farbigen Lichtkranz von der Umgebung abgesetzt.
Im Gegensatz zu einem Halo sind bei einer Glorie nicht feste Eiskristalle, sondern flüssige Tropfen beteiligt.
Glorien können bei Nebel und tiefstehender Sonne beobachtet werden. Bei dünnem Nebel werden sie häufig von einem Brockengespenst begleitet.  Der Schatten eines Flugzeugs, das eine tief liegende Wolkenschicht durchbricht, ist ebenfalls häufig von einer Glorie umgeben.
Ähnliche Lichterscheinungen sind der Heiligenschein, dessen Ursache auf Pflanzen sitzende Tautropfen sind, und der Oppositionseffekt, der durch die Verdeckung schattiger Bereiche entsteht. Anders als die Glorie sind sie nicht von einem farbigen Streifen umgeben.

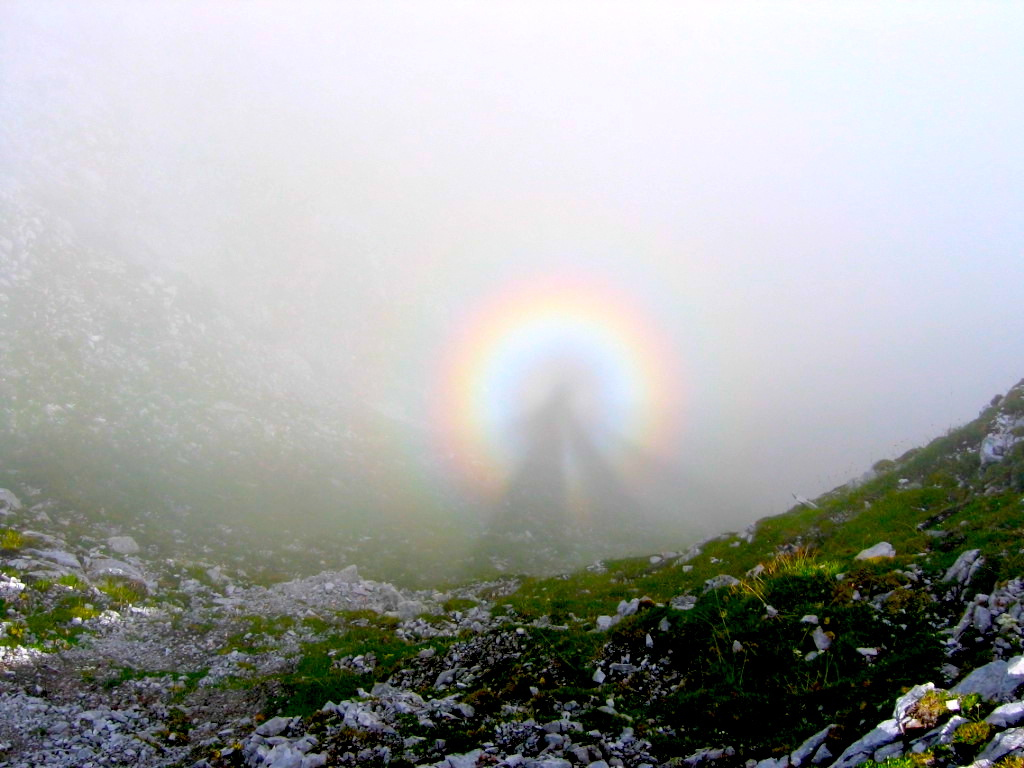
Glorie im Gipfelbereich der Thaurer Jochspitze
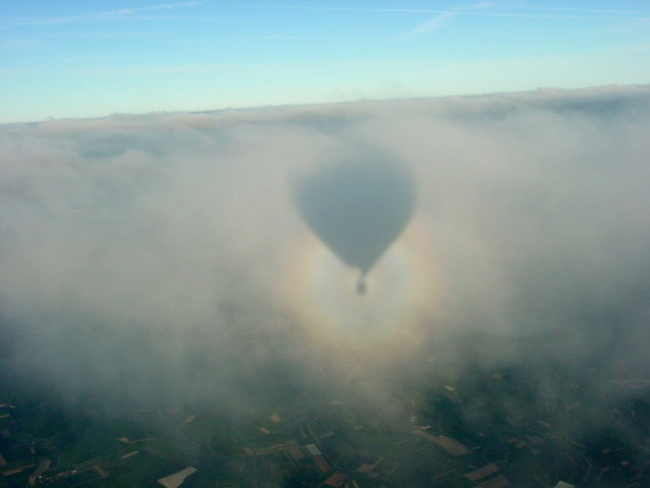
Glorie um den Schatten des Korbs eines Heißluftballons
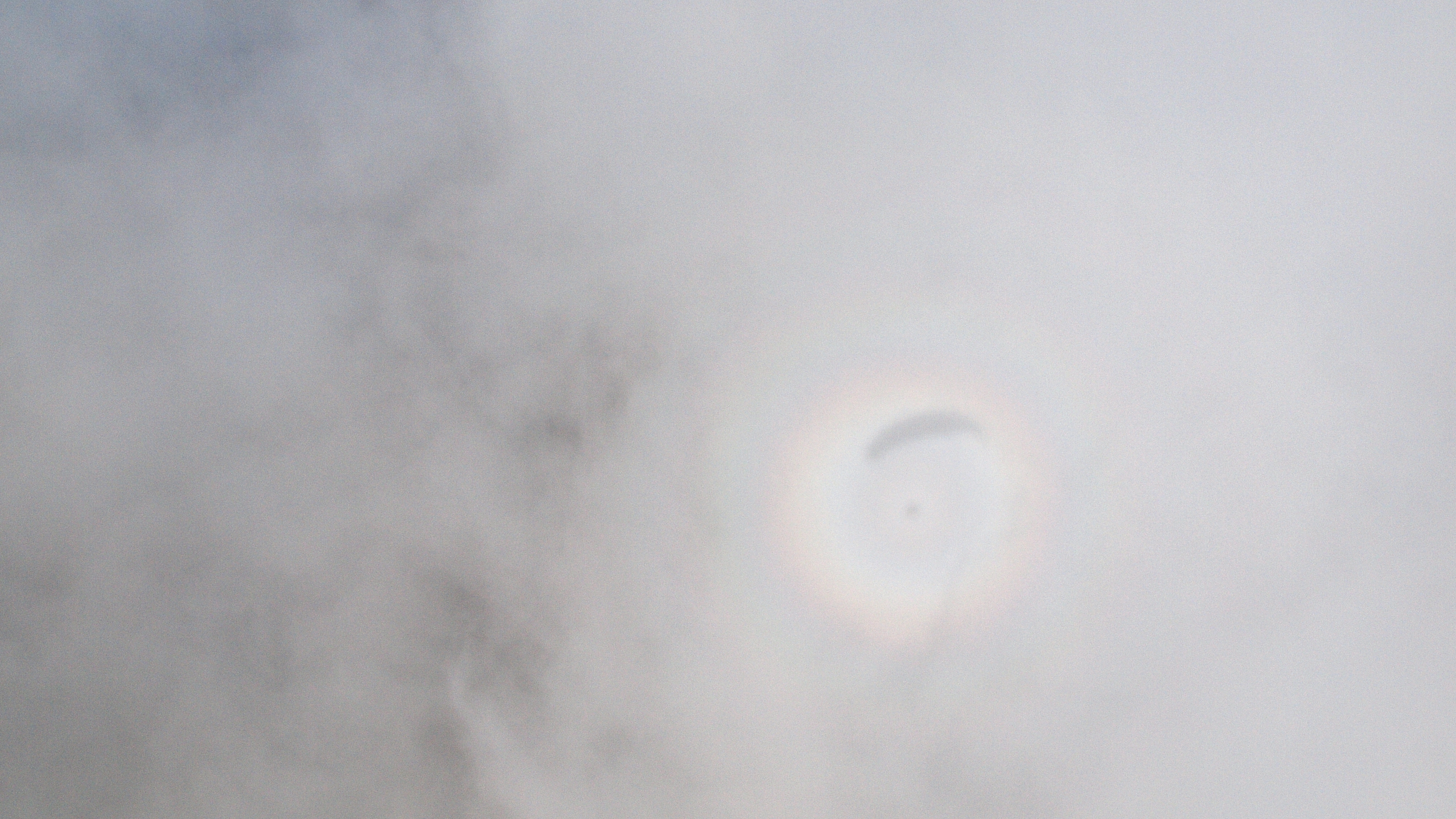
Glorie auf einer Wolke aus der Perspektive eines Gleitschirmpiloten
Glorie um den Schatten eines Ultraleichtflugzeugs
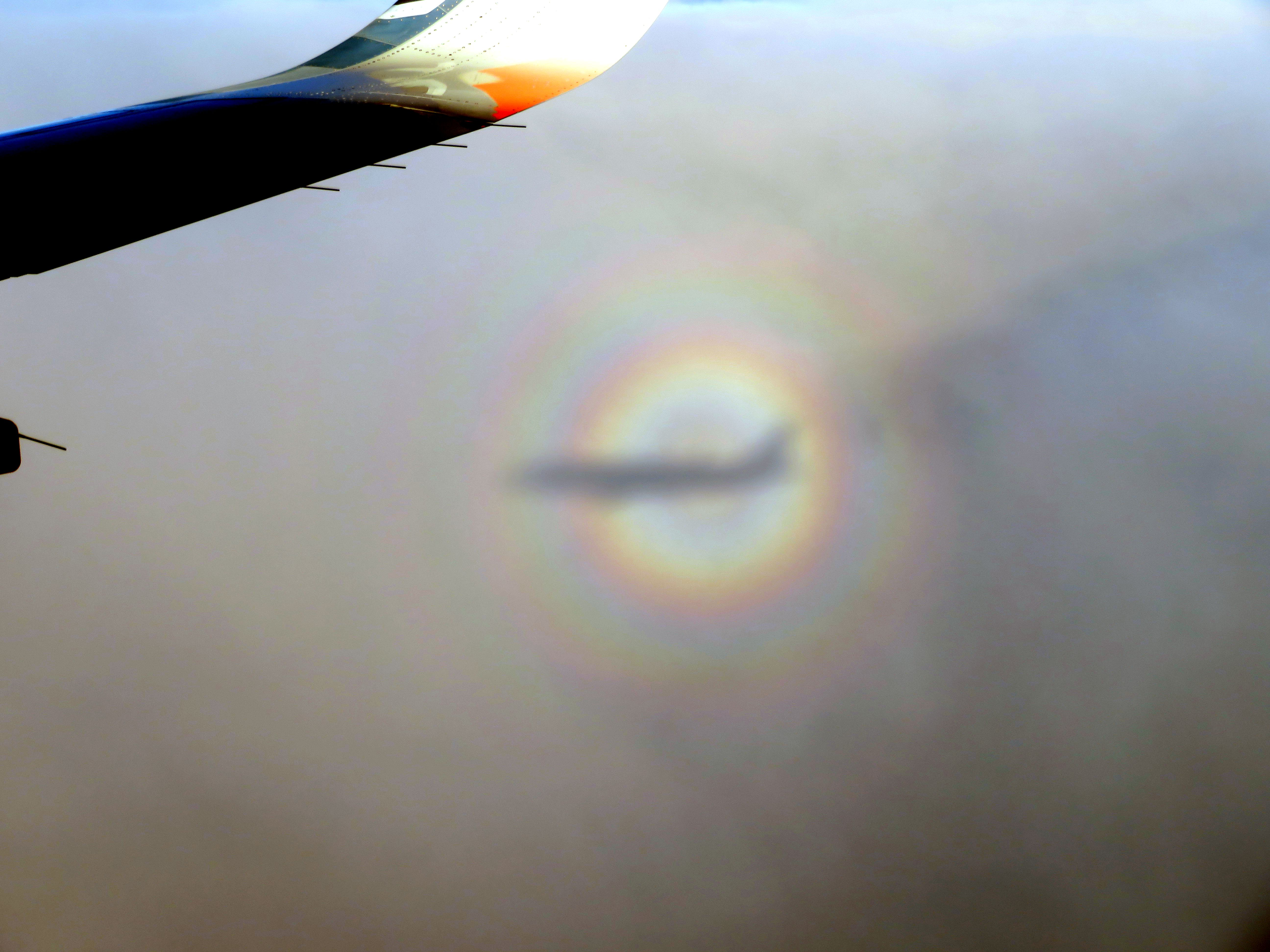
Glorie um den Schatten eines Airbus A320-200 (Beobachtung bei flach stehender Sonne aus einer Position hinter den Tragflächen)